# Robert Kerr (1er marquis de Lothian)
Robert Kerr (8 mars 1636 – 15 février 1703), est un noble écossais. Il est titré Lord Kerr jusqu'en 1661 et Lord Newbattle de 1661 à 1675, comte de Lothian de 1675 à 1701 et après cette date marquis de Lothian.

## Biographie
Il est le fils aîné de William Kerr (1er comte de Lothian), né à Newbattle, Midlothian. Il quitte l'Écosse et fait ses études à Leyde, Saumur et Angers de 1651 à 1657. Il réclame vainement le comté de Roxburghe en 1658. En 1661, son père perd un procès contre le nouveau comte de Roxburghe sur l'utilisation du titre de courtoisie de Lord Kerr; il est réservé à l'héritier de Roxburghe, et Kerr est, par la suite, titré Lord Newbattle.
Il est volontaire pendant la Troisième guerre anglo-néerlandaise de 1673. Il succède à son père comme comte en 1675. Il est Conseiller Privé en janvier 1686, il est démis par Jacques II en septembre. Il prend parti en faveur de la Glorieuse Révolution et est membre de la Convention de la succession de l’Écosse. Il est nommé Lord de la Justice Générale de l’Écosse en 1689, restant en poste jusqu'à sa mort, et est re-nommé conseiller privé par Guillaume III en 1690. Dans la même année, il succède à son oncle Charles Kerr (2e comte d'Ancram) comme comte de Ancram.
Il est Lord Haut-Commissaire du Parlement de l'Écosse en 1692, et adresse à l'assemblée un discours prônant la tolérance et la générosité envers les ministres épiscopaux qui souhaitent être reçus dans l'Église. Toutefois, l'Assemblée s'est avérée hostile, et la proposition n'est pas retenue. Il est créé marquis de Lothian le 23 juin 1701, et est nommé à la Justice-Général et commissaire pour traiter de l'union de l'Écosse et de l'Angleterre en 1702. Il ne voit pas le projet aboutir, car il meurt l'année suivante.

## Famille
Il épouse Jean Campbell (d. 1700), fille d'Archibald Campbell (1er marquis d'Argyll), en janvier 1660/1, avec qui il a dix enfants:
- William Kerr (2e marquis de Lothian) (1661-1722)
- Charles Kerr (d. 1735), nommé directeur de la Chancellerie , en 1703, marié à Janet Murray, fille de Sir David Murray, 2e baronnet
- Margaret Kerr (bap. 1670), morte jeune
- Jean Kerr (bap. 1671), morte jeune
- John Kerr (1673 – 8 septembre 1735), officier de l'armée britannique
- Mary Kerr (1674 – 22 janvier 1736), mariée à James Douglas (2e marquis de Douglas)
- Mark Kerr (officier) (en) (1676-1752), général britannique
- Margaret Kerr (née en 1678), mort jeune
- James Kerr (bap. 1679), décédé célibataire
- Annabella Kerr (bap. 1682), morte jeune

Lothian a également un fils naturel, le capitaine John Kerr, qui est tué au château Douglas par le duc de Douglas.
Il est enterré dans le caveau de la famille dans l'église de Newbattle, en Écosse.